# Jeff Moe
Jeffrey J. Moe, detto Jeff (Indianapolis, 19 maggio 1966), è un ex cestista statunitense.

## Carriera
Dopo essere stato selezionato al secondo giro del Draft NBA 1988 dagli Utah Jazz, venne scartato dopo una sola partita di prestagione contro i Los Angeles Lakers. Giocò successivamente da professionista per una stagione in Continental Basketball Association con i Cedar Rapids Silver Bullets, per poi ritirarsi definitivamente e dedicarsi all'attività di agente immobiliare in Indiana.